# 愛知県道489号本地鴛鴨線
愛知県道489号本地鴛鴨線（あいちけんどう489ごう ほんじおしかもせん）は、愛知県豊田市本地町と愛知県豊田市鴛鴨町を結ぶ愛知県の一般県道である。

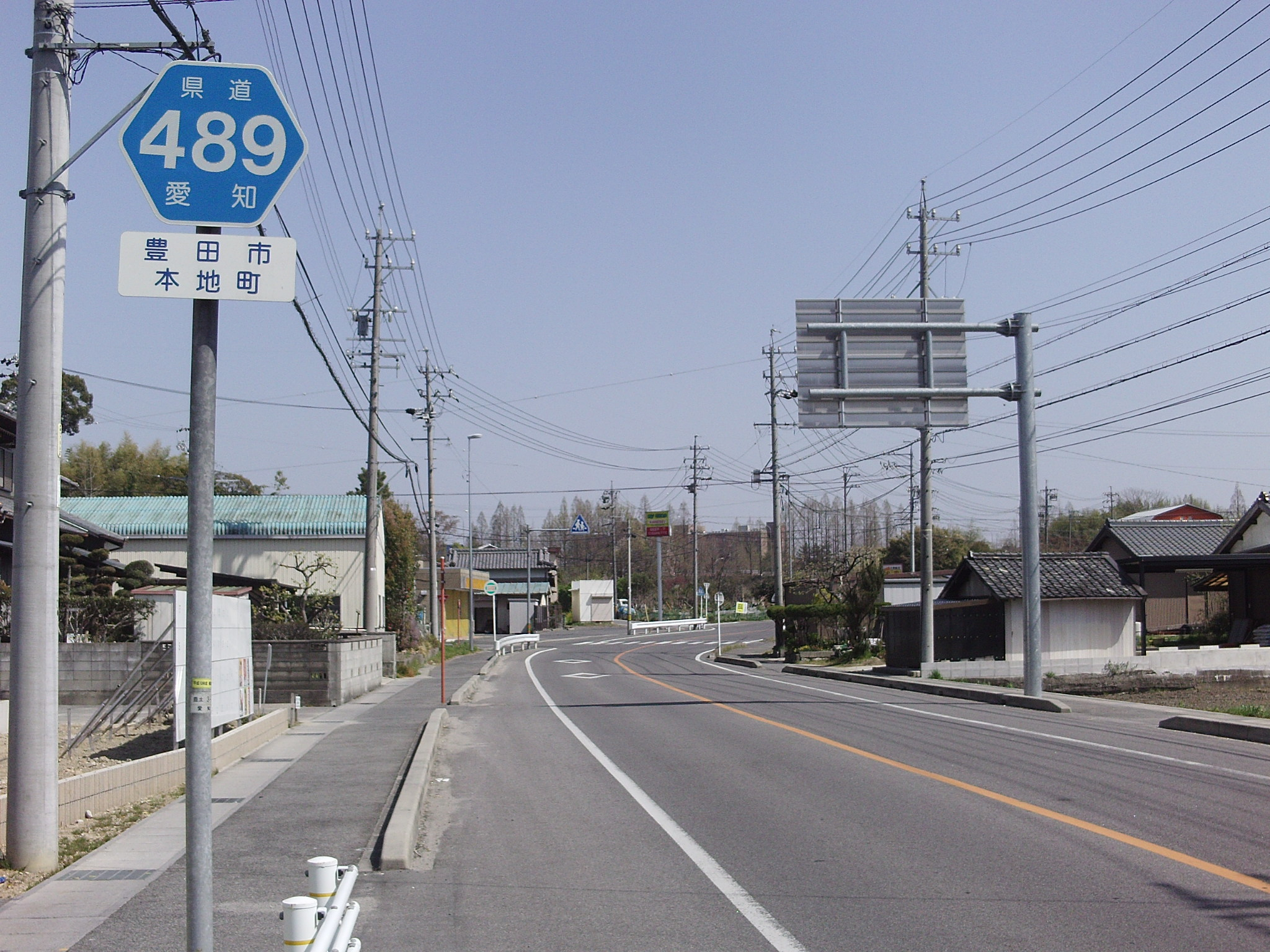
本地町（起点）。

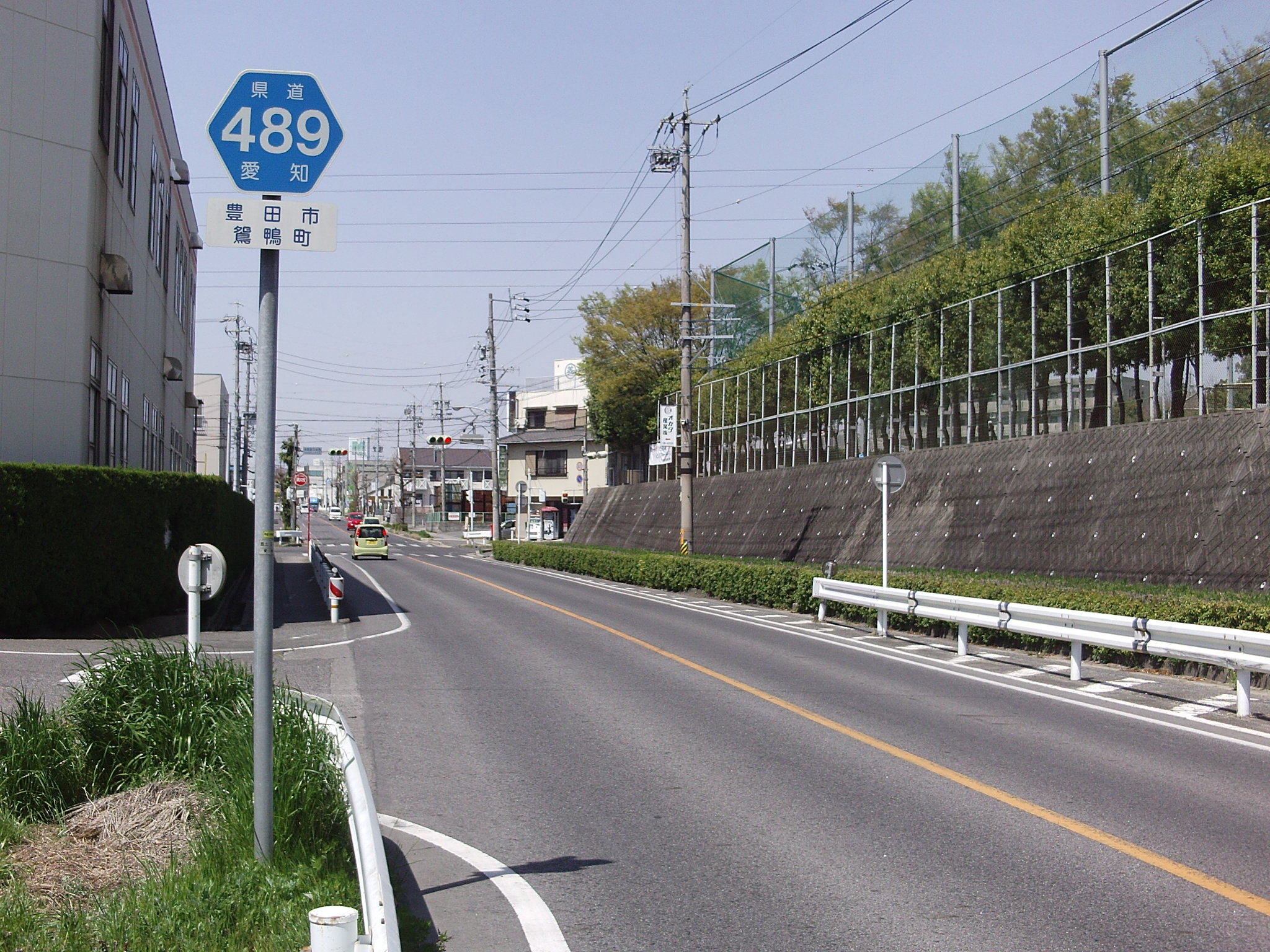
鴛鴨町（終点地域）。

## 概要

### 路線データ
- 起点：愛知県豊田市本地町（本地町7丁目交差点）
- 終点：愛知県豊田市鴛鴨町（鴛鴨町新林）

## 沿革
- 1962年4月1日：認定

## 通過する自治体
- 愛知県
  - 豊田市

## 主な接続路線
- 愛知県道284号宮上知立線（本地町7丁目交差点）
- 国道155号（豊田南バイパス）
- 東名高速道路 豊田IC
- 愛知県道76号豊田安城線（上郷街道）（豊田IC交差点・曙町2丁目交差点間で重複）
- 愛知県道491号豊田環状線（外環状線）（土橋町5丁目交差点・曙町交差点間で重複）
- 愛知県道488号三河豊田停車場大林線（大林町12丁目交差点）
- 愛知県道232号鴛鴨みよし線（鴛鴨町新林交差点）

## 周辺
- 豊田市立末野原中学校
- 名鉄三河線 土橋駅
- MEGAドン・キホーテUNY 豊田元町店
- トヨタ自動車元町工場
- 若林八幡宮